# Trichothiodystrophie
Die Trichothiodystrophie (altgriechisch τριχο- tricho-, deutsch ‚Haar‘,altgriechisch θειον thion, deutsch ‚Schwefel‘, altgriechisch δυσ- dys, deutsch ‚miss-, un-‘ und altgriechisch πλάσειν plasein, deutsch ‚formen, bilden‘), kurz TTD ist eine heterogene Krankheitsgruppe mit den Kennzeichen kurzer, brüchiger Haare mit erniedrigtem Schwefelgehalt.
Die Erstbeschreibung erfolgte unabhängig voneinander im Jahre 1971 durch den US-amerikanischen Arzt Richard Allen und den Dermatologen aus Singapur Chong Hai Tay. Die heute gebräuchliche Bezeichnung „Trichodystrophie“ wurde 1980 von V.era H. Price und Mitarbeitern vorgeschlagen.

## Ursache
Zugrunde liegt eine Störung der Synthese schwefelhaltiger Keratine.

## Vorkommen
Die genaue Prävalenz ist nicht bekannt. Die Vererbung erfolgt autosomal-rezessiv.

## Klinische Erscheinungen
Diagnostische Kriterien sind:
- kurze, spröde Haare Trichorrhexis nodosa
- häufig Ichthyosis-artige Haut
- häufig Wachstumsstörung
- mitunter Nagelatrophie Koilonychie
- Photosensitivität bei etwa 50 % TTD-P

Hier liegen zumeist Mutationen im XPD/ERCC2 -Gen an der  Location 19q13.2-q13.3 zugrunde.

## Diagnostik
Die Diagnose kann durch Untersuchung von Haaren im polarisierten Licht oder unter dem Rasterelektronenmikroskop gestellt werden.
Eine vorgeburtliche Diagnose ist durch Analyse des DNA-Repair im Trophoblasten oder in Amniozyten möglich.

## Differentialdiagnostik
Abzugrenzen sind Kongenitale Alopezie sowie die Syndromale Diarrhoe.

## Einteilung
Je nach begleitenden weiteren Veränderungen werden nachstehende Formen unterschieden:
- Trichothiodystrophie Typ C, Synonyme: Pollit-Syndrom; Trichorrhexis nodosa Syndrom
- Trichothiodystrophie Typ D, Synonyme: BIDS-Syndrom; Amish Brittle Hair-Syndrom
- Trichothiodystrophie Typ E, Synonyme: IBIDS; Tay-Syndrom; Trichothiodystrophie mit kongenitaler Ichthyose
- Trichothiodystrophie Typ F, Synonym: PIBIDS
- Trichothiodystrophie Typ G, Synonyme: SIBIDS-Syndrom; ONMR-Syndrom; Itin-Syndrom; Trichothiodystrophie - Osteosklerose

### Typ C Pollit
Die Bezeichnung Pollitt-Syndrom bezieht sich auf den Autor einer Publikation von  1968, den Arzt R. J. Pollit.
jetzt in Typ D BIDS enthalten.

### Typ D BIDS
BIDS ist ein Akronym für brüchiges Haar, intellektuelle Minderleistung, verminderte (decreased) Fruchtbarkeit und Minderwuchs (short stature).
Das Syndrom wurde zuerst bei einer Familie der Amischen beschrieben.
BIDS ist mit dem Gen MPLKIP (TTDN1) assoziiert.

### Typ E IBIDS
„IBIDS“ enthält als Akronym noch I für Ichthyose. Tay-Syndrom bezieht sich auf den Arzt Dr. Chong Hai Tay aus Singapur, Autor einer Veröffentlichung von 1971. Betroffen ist das ERCC2-Gen auf Chromosom 19 q13.32

### Typ F PIBIDS
Das PIBIDS-Syndrom enthält zusätzlich zum Typ E noch eine Photosensitivität (P)., gleichfalls XPD/ERCC2 -Gen im Chromosom 19 Genort q13.2–q13.3 betroffen, nicht mehr als eigenständige Form angesehen.

### Typ G ONMR
SIBIDS hat als Unterscheidungsmerkmal eine Osteosklerose
ONMR-Syndrom für Onycho-Tricho-Dysplasie - Neutropenie, Itin-Syndrom nach einer Veröffentlichung von 1991.
Klinisch imponieren hypoplastische Fingernägel, chronische Neutropenie und leichte psychomotorische Retardierung. Gehäuft treten Infekte auf.
Ferner werden aufgeführt:
- Trichothiodystrophie Typ B, Synonym: Sabinas-Brittle hair-Syndrom (nicht mehr gebräuchlich)[18][19]
- TTD 2, photosensitive, ERCC3-Gen auf Chromosom 2 q14.3[20]
- TTD 3, photosensitive, GTF2H5-Gen auf Chromosom 6 q25.3[21]
- TTD 5, nicht photosensitive, RNF113A-Gen auf dem X-Chromosom q24[22]
- TTD 6, nicht photosensitive, GTF2E2-Gen auf Chromosom 8 p12[23]
- TTD 7, nicht photosensitive, TARS1-Gen auf Chromosom 5 p13.3[24]